# ستيوارت داف
ستيوارت داف (بالإنجليزية: Stuart Duff)‏ (23 يناير 1982 بأبردين في المملكة المتحدة - ) هو لاعب كرة قدم بريطاني في مركز الوسط. شارك مع منتخب اسكتلندا تحت 21 سنة لكرة القدم. أما مع النوادي، فقد لعب مع دندي يونايتد ونادي أبردين ونادي إنفرنيس ونادي كايرات وCove Rangers F.C. ‏ وQormi F.C. ‏ ونادي آير يونايتد.

## وصلات خارجية
- ستيوارت داف على موقع قاعدة بيانات كرة القدم.إي يو (الإنجليزية)
- ستيوارت داف على موقع Soccerbase.com (لاعب) (الإنجليزية)
- ستيوارت داف على موقع Soccerway.com (الإنجليزية)